# حلیمات اسماعیل
حلیمات اسماعیل (انگلیسی: Halimat Ismaila؛ زادهٔ ۳ ژوئیهٔ ۱۹۸۴) دونده، و ورزشکار دو و میدانی اهل نیجریه است.